# Roger Woodward
Roger Woodward AC OBE (Chatswood, 20 de diciembre de 1942) es un pianista, compositor, director de orquesta, profesor de música y activista por los derechos humanos australiano, quien es ampliamente reconocido como uno de los principales promotores de la música contemporánea.

## Trayectoria

### Comienzos
El menor de cuatro hijos, Woodward nació en Sydney, donde recibió sus primeras lecciones de piano de Winifred Pope. Su madre y su segunda hermana eran violinistas aficionadas mientras su padre y su hermana mayor cantaban en el coro de la iglesia local. Siendo estudiante en la Escuela Pública de Chatswood se hizo amigo de Peter Kraus, un sobreviviente del tren de Auschwitz, cuya historia familiar le impactó profundamente en su desarrollo personal. Asistió a la Escuela Secundaria del Conservatorium y a la Escuela Secundaria Técnica North Sydney, con una beca de la Commonwealth.

Woodward con Alexander Sverjensky en la Sala Verde del Ayuntamiento de Sydney, 1964.

Los primeros estudios de Woodward de las obras para órgano de Bach con Peter Verco (1952-1954) lo llevaron a sumergirse en las cantatas de Bach y a recibir clases  de música de sacra con Kenneth R. Long (1955-1957), organista y maestro de coros en St. Catedral de San Andrés de Sydney . Actuó para el organista papal Fernando Germani y Eugene Goossens, después de lo cual ingresó al Conservatorio de Sydney en la clase de piano de Alexander Sverjensky (alumno de Aleksandr Glazunov, Serguéi Rajmáninov y Aleksandr Ziloti) y la clase de composición de Raymond Hanson. En 1963, Woodward se graduó con distinción en el Sydney Conservatorium (DSCM) y en el Sydney Teachers' College. En el mismo año, fundó y desarrolló planes para un concurso internacional de piano en Sydney con el apoyo del gobierno estatal de Nueva Gales del Sur y un amplio círculo de músicos y aficionados. 

Woodward y Lina Prokofieva, Varsovia, 1967 (fotografía con autorización de Jorge Luis Herrero Dante).

De 1963 a 1965, Woodward continuó sus estudios de órgano en la St. James's Church con Faunce Allman mientras trabajaba a tiempo completo como director de coro y maestro de escuela secundaria. Durante este período aprendió obras de Tōru Takemitsu, John Cage, Olivier Messiaen y sus alumnos: Alexander Goehr, Karlheinz Stockhausen, Iannis Xenakis, Pierre Boulez y Jean Barraqué. En 1964, ganó el Commonwealth Finals of the Australian Broadcasting Corporation's Instrumental and Vocal Competition, cuyo premio era actuar con las seis orquestas de radio estatales de la ABC y en múltiples programas de radio y televisión.
De 1965 a 1969, realizó estudios de posgrado de piano en la Universidad de Música Chopin, con Zbigniew Drzewiecki. Allí entabló amistad con el pedagogo cubano Jorge Luis Herrero Dante y comenzó a trabajar con los compositores cubanos Sergio Barroso, Leo Brouwer y Carlos Fariñas.
Durante sus visitas a Londres (1966–68), Woodward revisó manuscritos de Chopin (propiedad del musicólogo Arthur Hedley) para incluirlos en sus recitales en el Wigmore Hall y el South Bank. Contrariamente a algunas publicaciones, Woodward no participó en el Concurso Internacional de Piano Chopin. Sin embargo, interpretó regularmente la música de Chopin en Polonia: en el XXIII Festival Internacional Chopin, en Duszniki-Zdrój (1968), en Żelazowa Wola, en el Festival de Primavera de Cracovia (1968) y en varias ocasiones, en el Palacio Ostrowski. También interpretó las obras completas de Chopin (de memoria) en el Festival de Sydney de 1983 a 1985 en apoyo del Movimiento Solidarność para concientizar al público asistente sobre la importancia de la lucha de Polonia por la libertad.

Roger Woodward (centro) con su profesor de piano Zbigniew Drzewiecki (izquierda) y Barbara Drzewiecka (derecha) en el National Philharmonic Hall de Varsovia, 1967.

En 1967, Woodward actuó en Varsovia para Lina Prokofieva, después en Intervizia Television, con la Orquesta Filarmónica Nacional de Varsovia y, posteriormente, en toda Polonia. Dos años más tarde realizó numerosas giras con el Wiener Trio, fue artista residente en la Casa de las Américas,  y en las Jeunesses Musicales de París (1969) donde los miembros del jurado de la UNESCO, Yehudi Menuhin y Jack Lang, apreciaron las interpretaciones de Woodward de sus propias composicionesjunto con obras de JS Bach, Chopin, Scriabin y Prokofiev. En 1970, hizo su debut con la Royal Philharmonic Orchestra en el Royal Festival Hall y, por recomendación de Menuhin, y realizó sus primeras cuatro grabaciones para EMI .
En 1971, Woodward realizó su primer recital en el Queen Elizabeth Hall con estrenos de obras de Richard Meale, Ross Edwards, Leo Brouwer, Takemitsu y Barraqué, tras lo cual fue invitado por Robert Slotover (Allied Artists Management), para cofundar una serie de nuevos conciertos conocidos como London Music Digest en la Roundhouse. Sus interpretaciones en los Digest de la Sonate pour piano  de Barraqué fueron seguidas por una estrecha relación de trabajo con el compositor en los Abbey Road Studios, en París y en el Royan Festival. Durante el mismo período, Woodward colaboró con John Cage en la Roundhouse para el estreno británico de HPSCHD para el International Carnival of Experimental Sound y los BBC Proms. Otras colaboraciones se llevaron a cabo con Stockhausen en el Royal Festival Hall, y con Takemitsu en la Roundhouse,los Decca Studios de Londres y en el Music Today Festival de Tokio. También se inició una asociación con Pierre Boulez y la Orquesta Sinfónica de la BBC en la Roundhouse,el Festival de Cheltenham, y con Bernard Rands para el estreno de Mésallianz para piano y orquesta.

### Años intermedios

De izquierda a derecha: Bill Colleran, Morton Feldman y Woodward. Estreno mundial de Piano y Orquesta dirigida por Hans Zender, Festival de Metz, 1975.

En 1972, Woodward hizo su debut en Estados Unidos con la sección de bronces de la Orquesta Filarmónica de Los Ángeles en colaboración con Olivier Messian y Zubin Mehta, con quienes actuó posteriormente en Nueva York, Tel Aviv y París. Al año siguiente, Woodward trabajó con Stockhausen en Mantra;  con Anne Boyd en Angklung, con Takemitsu en el estreno de For Away, Corona ("versión de Londres"), y para la grabación de toda su música de piano hasta ese momento en los estudios Decca de Londres. En septiembre del mismo año, participó en las celebraciones de inauguración de la Ópera de Sídney como solista de una gira extensa para la ABC, durante la cual estrenó una serie de encargos, entre ellos As It Leaves the Bell de Anne Boyd.
Su colaboración con Iannis Xenakis (1974–96) se extendió desde Francia hasta el Reino Unido, Austria, Italia y los Estados Unidos, Xenakis le dedicó tres obras, al igual que Rolf Gehlhaar, Takemitsu, Anne Boyd, y Morton Feldman. La interpretación de sus obras, junto a un vasto repertorio de otras composiciones vanguardistas de la época, asentó su reputación como destacado intérprete de las obras de vanguardia de la segunda mitad del siglo XX.
En 1974, Witold Rowicki invitó a Woodward a una extensa gira por Estados Unidos con la Orquesta Filarmónica de Varsovia, durante la cual hizo su debut en el Carnegie Hall. Ese año, Woodward fundó Music Rostrum Australia en la Ópera de Sídney, donde colaboró con Richard Meale, Luciano Berio, Cathy Berberian, David Gulpilil y Yuji Takahashi. Comenzó a actuar con la Orquesta de Cleveland dirigida por Lorin Maazel. Apareció regularmente en los BBC Promenade Concerts, en el Teatro La Fenice para La Biennale di Venezia, elWarszawska Jesień, el Festival Internacional Cervantino, el Wien Modern con Claudio Abbado, en el New York Festival de Piano,en el Festival de la Roque d'Anthéron y en la Ferme de Meslay, Touraine, por invitación de su director artístico, Sviatoslav Richter .
En 1975  estrenó de Piano y orquesta de Morton Feldman con la Saarbrücken Rundfunkorchester en el Festival de Metz (en presencia del compositor) y dirigido por Hans Zender. El mismo año Woodward escuchó As I Crossed a Bridge of Dreams de Anne Boyd, que tuvo un profundo impacto en él. En julio, realizó la primera grabación completa en Occidente de los 24 preludios y fugas, op. 87 de Dmitri Shostakovich.

De izquierda a derecha: Sviatoslav Richter, Roger Woodward y Norman Lawrence, Selva Negra, Alemania, 1985.

En 1976, comenzó a colaborar con Kurt Masur y con la Orquesta de la Gewandhaus. En 1977 estrenó en Baden-Baden Piano una composición para piano solo de  Feldman (dedicada a Woodward). Encargó Nox, Op.118,a Elisabeth Lutyens y, a raíz del Festival de Valldemosa, inició una colaboración con Alberto Ginastera que se prolongó hasta 1979.
De 1978 a 1988, Woodward interpretó el ciclo completo de las 32 sonatas para piano de Beethoven en doce ciudades. En 1980, estrenó Mists de Xenakis en Edimburgo (en presencia del compositor) y en el Instituto de Arte Contemporáneo, estrenó Triadic Memories  de Morton Feldman (también en presencia del compositor). Al año siguiente, recibió la Orden del Imperio Británico y en 1981 actuó para Isabel II.
De 1981 a 1988, Woodward interpretó los cinco conciertos para piano de Beethoven en seis ocasiones: con Elyakum Shapirra y con Georg Tintner. En 1986, comenzó una colaboración con Cecil Taylor (1986–97). También fue el dedicatario de Keqrops de Xenakis, que se estrenó en noviembre de 1986 en el Lincoln Center, con la Orquesta Filarmónica de Nueva York bajo la dirección de Mehta. En 1987, Woodward repitió Keqrops para los Proms de la BBC (en presencia del compositor), y estrenó el Concierto para piano de Áskell Másson en Reykjavik (nuevamente en presencia del compositor).
En 1989, Woodward estrenó Sound by Sound , que fue un encargo del Festival d'automne de París para las celebraciones del bicentenario de la Revolución Francesa. En ese mismo año dirigió veinticinco presentaciones del ballet Kraanerg de Xenakis en la Ópera de Sydney en colaboración con Graeme Murphy y la Sydney Dance Company. También fundó el Sydney Spring International Festival of New Music (1989-2001) y Alpha Centauri, un ensamble de música contemporánea de veintitrés solistas, con los que había presentado y grabado Kraanerg. También ese mismo año estrenó Diagonal Flying de Rolf Gehlhaar en Ginebra (junto con el compositor).

Roger Woodward (izquierda) y Georg Tintner después de interpretar el Primer Concierto para piano de Brahms con la Sinfónica de Nueva Escocia en 1990. Foto cortesía de George Georgakakos.

En 1992, Woodward fue nombrado Companion de la Orden de Australia. Realizó una gira por Italia, Francia y el Reino Unido con Alpha Centauri durante la cual estrenó Sincronie de Donatoni con Jacopo Scalfi en el Festival de Música Nueva de Huddersfield (en presencia del compositor). Al año siguiente, el presidente Lech Wałęsa le confirió la Orden al Mérito de la República de Polonia.
Durante la década de 1990, Woodward  realizó giras por Estonia, Letonia y China, cofundó y dirigió el Kötschach-Mauthner Musikfest (1992–97), y en 1992 dirigió un programa completeo de Xenakis en la Scala di Milano. También actuó en el Hollywood Bowl, el Odéon of Herodes Atticus, y siguiendo las tradiciones iniciadas por Nellie Melba y Percy Grainger, actuó extensamente en Australia Central y Regional, a menudo en locaciones al aire libre. El mismo año, encargó a Larry Sitsky una serie de conciertos para piano, de los cuales el primero se estrenó en el Sydney Spring International Festival of New Music (1994). Esta actuación fue seleccionada por la International Rostrum of Composers de la UNESCO (1995), y fue grabada en 1997. En 1996, compuso Five Songs In Memoriam Takemitsu interpretadas por el violonchelista Nathan Waks.
Woodward fue elegido Tesoro Nacional Viviente por el Australian National Trust en 1997. Durante ese año interpretó Triadic Memories de Feldman en el Théâtre Marigny para el Festival d'otomne à Paris. Trabajó con Arvo Pärt en la Sydney Spring y estrenó obras de Gehlhaar, Radulescu, Dillon y Boyd. Fundó el festival de música de cámara Joie et Lumière en Le Château de Bagnols (1997–2004), para celebrar la vida y obra de Sviatoslav Richter.
Completó el grado de doctor en Música en la Universidad de Sydney en 1999, aunque en 1998 ya era acreedor de cuatro doctorados honoris causa. Fue galardonado con la Medalla del Centenario de Australia (2001), L' ordre des arts et des lettres , Francia (2004) y la Medalla  "Solidarność", Polonia (2005). 

### El nuevo siglo

Woodward (derecha) con su pareja Patricia Ludgate y sus hijos Elroy y Benjamin, Cazenac 2018.

En 2000–01 fue nombrado catedrático de música en la Universidad de Nueva Inglaterra (Australia), y en 2002, catedrático de piano de la Escuela de Música de la Universidad Estatal de San Francisco. En 2003 actuó en el Festival de Piano de Nueva York y en el Concurso Internacional de Piano Ignacio Cervantes. De 2002 a 2018 realizó giras y grabaciones con el Alexander String Quartet en los Estados Unidos y Alemania. Entre 2006 y 2023 ha grabado dieciséis proyectos para el sello Celestial Harmonies, entre los cuales sus interpretaciones de El clave bien temperado de JS Bach, Stundenbuch de Hans Otte, 24 preludios y fugas Op.87 de Shostakovich, Preludios de Debussy, Piano Music 1908-1938 de Prokofiev y Sonatas para piano de Horatiu Radulescu fueron muy elogiados por los principales críticos. Las grabaciones de Woodward de las Partitas BWV 826, 830 y Chromatische Fantasie und Fuge BWV 903 de JS Bach recibió el premio Preis der deutschen Schallplattenkritik (2007) . En 2011 realizó una serie de conciertos con excepcional éxito de crítica con L'orchestre national de Lille con obras de Xenakis y con el violonchelista Rohan de Saram y JACK Quartet, en Les flâneries musicales de Reims. En el mismo año fue galardonado co la medalla Gloria Artis de Polonia. En 2018, actuó en el Festival Internacional de Canberra y realizó una gira en Alemania. En 2019, se convirtió en miembro honorario de la Academia Australiana de Humanidades.
Desde los dieciocho años de edad, Woodward enseñó de forma privada en Sydney, Varsovia, Londres y para la Dartington International Summer School. También impartió clases magistrales en Alemania, Finlandia, Polonia, Cuba, México, Reino Unido, Estados Unidos, China, Nueva Zelanda y Australia. Por otro lado es invitado habitual de jurados de concursos nacionales e internacionales de piano.

## Legado
Woodward es un pianista dotado de una poderosa técnica virtuosa y sus interpretaciones son reconocidas por su precisión, perspicacia y profundidad, aunque a veces se las considera poco ortodoxas por su modernidad. En ese sentido ha sido aclamado por la crítica como uno de los principales intérpretes de las obras de vanguardia de la segunda mitad del siglo XX.

Woodward con Iannis Xenakis, Lincoln Center NYC para el estreno mundial de Keqrops interpretado con Zubin Mehta y la Orquesta Filarmónica de Nueva York, 1986.

Entre otros, los compositores Anne Boyd, James Dillon, Franco Donatoni, Morton Feldman, Rolf Gehlhaar, Elisabeth Lutyens, Áksel Másson, Qu Xia-Song, Horațiu Rădulescu, Toru Takemitsu, e Iannis Xenakis, le dedicaron obras. Ha protagonizado actuaciones icónicas y grabaciones con Pierre Boulez, Jean Barraqué, Karlheinz Stockhausen, Sylvano Bussotti, Toru Takemitsu, Leo Brouwer, Barry Conyngham, Ross Edwards, Peter Michael Hamel, Elisabeth Lutyens y John Cage.
Los ciclos han formado una parte significativa de su carrera, incluyendo por ejemplo las sonatas, y conciertos completos de Beethoven, y también las obras completas para teclado de Anne Boyd, Toru Takemitsu, Feldman, Chopin, Debussy, Scriabin, Prokófiev, Shostakovich y la mayoría de las obras para teclado de JS Bach.
Imbuido de la música sacra y del repertorio tradicional, Woodward se entrenó a lo largo de su vida para interpretar obras establecidas junto con música más reciente como parte de la creencia de que la música era la expresión esencial de un proceso experimental. Sus conciertos reflejaron esta creencia a pesar de que dicha programación se consideraba poco ortodoxa para la época. En sus recitales, a menudo programaba el repertorio tradicional de los siglos XVIII y XIX junto con obras poco conocidas o olvidadas, con las que promovía a compositores de fin de siècle rusos, ucranianos y soviéticos tempranos o (Aleksandr Skriabin, Alexander Mosolov, Nikolai Roslavets, Iván Vyshnegradsky, Nikolai Obukhov, Aleksei Stanchinsky)de las cuales es considerado un expert Sus interpretaciones de las obras completas de Skriabin le atrajeron críticas excepcionales.

Roger Woodward y Pierre Boulez ensayando el Concierto para piano n.º 1 de Bartok con la Orquesta Sinfónica de la BBC, Londrés (1972).

Woodward es uno de los artistas más representativos de su país, ha colaborado con las orquestas Filarmónicas de Nueva York, Los Ángeles, Beijing e Israel, las cinco orquestas principales de Londres, la Orquesta Hallé, London Sinfonietta, London Brass, RTE Radio, BBC Northern Orquesta Sinfónica, Real Orquesta Nacional Escocesa, Orquesta Nacional de Estonia, Orquesta Sinfónica Nacional de Letonia, Orquesta de la Gewandhaus de Leipzig, Orquesta de la Radio de Berlín, Orquesta Sinfónica de Nueva Zelanda, Orquesta Real Danesa, L'orchestre National de Paris, L'orchestre National de Lille, la Orchestre Philharmonique de Radio France, la Mahlerjugendorchester, la Orquesta Juvenil de EEC, la Orquesta Juvenil de Australia y las Orquestas de Cámara de Budapest y Praga. Colaboró entre otros con: Charles Dutoit, Lorin Maazel, Yoel Levi, Edo de Waart, Charles Mackerras, Enrique Bátiz Campbell, Kurt Masur, Nello Santi, Paavo Berglund, Moshe Atzmon, Marin Alsop, Henry Kripps, Tibor Paul, Albert Rosen, Werner Andreas Albert, Matthias Bamert, Henry Lewis, Isaiah Jackson, Dean Dixon, Georg Tintner, Hans-Hubert Schönzeler, Tan Lihua, William Southgate, Simon Romanos, Gyula Németh, David Atherton, Erich Leinsdorf, Eliahu Inbal, James Judd, Walter Susskind, Herbert Blomstedt, Georges Tzipine, Arturo Tamayo, Lukas Foss, Péter Eötvös, Lawrence Foster, Brenton Langbein, John Pritchard, Roger Norrington, Andrew Davis, Willem van Otterloo, Hiroyuki Iwaki, Colman Pearce, Alexander Gibson, Stuart Challender y Paul Terracini.
Ha actuado con los cuartetos de cuerda Arditti, Tokio, Nueva Zelanda, Australia y Sydney, el Australia Ensemble, el Edinburgh String Quartet, el JACK Quartet y el Alexander String Quartet, con quienes grabó obras de Beethoven, Chopin, Shostakovich, y Robert Greenberg. Ha colaborado con el clavecinista George Malcolm y el pianista de jazz Cecil Taylor en Lisboa, París, para el Festival de Patras y para extensas giras de la Red de Música Contemporánea del Reino Unido de 1986 a 1994. Ha trabajado con los musicólogos Charles Rosen, Paul Griffiths, HC Robbins-Landon, Richard Toop, Paul M. Ellison, Nouritza Matossian y Sharon Kanach; los violinistas Philippe Hirschhorn, Ivry Gitlis, Ilya Grubert, Winfried Rademacher, Asmira-Woodward-Page y Wanda Wiłkomirska; los violonchelistas Rohan de Saram, Nathan Waks y David Pereira; los percusionistas, Chris Dench, Adrian Jack, Elena Kats-Chernin, Alessandro Solbiati; los flautistas Laura Chislett, Pierre Yves-Artaud; los pianistas: Yuji Takahashi, Alexander Gavrylyuk, Stephanie McCallum, Robert Curry, Michael Leslie, Noël Lee y Simon Tedeschi, James Dillon, James Morrison, David Gulpilil, Robyn Archer y Frank Zappa.
Como director, algunas de las actuaciones de Woodward incluyen: las veinticinco presentaciones del ballet Kraanerg de Xenakis (con la Sydney Dance Company en colaboración con Graeme Murphy ), trabajando con la Orquesta del Conservatorio de Shanghái, la Orquesta de Cámara de Adelaida; el Alpha Centauri Ensemble en Scala di Milano, para la BBC2 Television, el Festival de otoño de París, la Academia Santa Cecilia, Biblioteca Salaborsa, y para el Sydney Spring International Festival of New Music . Sus composiciones se han interpretado en Polonia, Australia, Cuba, Holanda, Francia y en el Festival Internacional de Música Nueva de Almeida.

## Principales grabaciones y publicaciones
Las principales grabaciones de Woodward han sido publicadas por los sellos ABC Classics (Australia), Accord (Francia), Artworks (Australia), BMG, Col Legno (Munich), CPO, Decca, Deutsche Grammophon, EMI, Etcetera Records BV, Explore Records, Foghorn Classics ( San Francisco), JB (Australia), Polskie Nagrania, Sipario Dischi (Milán), Unicorn (Reino Unido), Universal, Warner y RCA Red Seal (Reino Unido) para quienes Woodward realizó la primera grabación completa (en Occidente) de los 24 Preludios y Fugas, op. 87, de Dmitry Shostakovich, que fue reeditado por Celestial Harmonies (2010).
Los conciertos en vivo de Woodward han sido grabados y emitidos por la ABC Radio/TV, BBC Radio/TV, Radio NZ, RAI, Radio France, Radio/TV Cuba, Hong Kong Radio, Radio China, Radio/TV Japan, Polish Radio/TV, RTE (Dublín ), varias estaciones de radio alemanas, incluida Radio Berlín; Hilversum Radio (Países Bajos), y para la Tribuna de la UNESCO/París. Grabaciones de vídeo han sido publicadas por Allied Artists (Reino Unido), BBC TV Productions, Chanan Productions (Reino Unido), Foghorn Classics (San Francisco), Kultur (China), Polygram (Australia), Smith Street Films (Australia), Abstract Productions y Endeavour Film Productions (Australia) y Sydney Dance Company.

Tōru Takemitsu y Woodward en los estudios de Decca en Londres, durante la grabación de Corona ("London version") For Away, Piano Distance and Undisturbed Rest en 1973.

Tres grabaciones de discos compactos con Celestial Harmonies fueron nombradas "Grabación del mes" por MusicWeb Internacional: Debussy Préludes Libros 1 y 2 (marzo de 2010); Roger Woodward In Concert (octubre 2013) y Prokofiev Works for Solo Piano 1908-1938 para piano solo 1908-1938 (abril 2013), que fue nominado a Mejor Álbum Clásico en los premios Aria de Australia de 1992. La grabación para Etcetera BV de Scriabin's Piano Works fue “Grabación del mes” en el Musicweb Internacional (julio 2002). El lanzamiento de Etcetera BV (1989) de Kraanerg de Xenakis con el Alpha Centauri Ensemble dirigido por Roger Woodward fue seleccionado por los críticos musicales de The Sunday Times, Reino Unido, como uno de los lanzamientos más destacados de ese año: "Una experiencia electroacústica estricta y sostenida".
Woodward recibió el Preis der Deutschen Schallplattenkritik (2007), por las interpretaciones de las Partitas BWV 826 y 830 de J. S. Bach, y Chromatische Fantasie und Fuge BWV 903. Esta grabación también fue nombrada una de las mejores del año por MusicWeb International (2008) y nominada al Mejor Álbum Clásico en los premios Aria de Australia de 1993. Sus interpretaciones del clave bien temperado de J. S. Bach fueron elegidas por el editor para The Gramophone, Reino Unido (febrero de 2010). Ambos fueron grabados por Ulrich Kraus y producidos por Eckart Rahn como parte de diecisiete proyectos para Celestial Harmonies (2006-23).
En 1991, Woodward compartió el Diapason d'or con Ralph Lane productor senior de ABC, por su grabación de la música para piano solo de Morton Feldman (ABC Classics), que fue seleccionada grabación del mes(Télérama, París) en abril de 1991.
Ralph Lane grabó una amplia gama de proyectos en vivo y de estudio con Woodward (1988-2018), algunos de los cuales fueron nombrados grabación del mes, incluidas las grabaciones antes mencionadas de Prokofiev, Scriabin y Xenakis. En 1991, recibió el Premio Ritmo (España) por su grabación Etcetera BV de la música para piano de Takemitsu (también producida por Lane). En 2008, su grabación de The Music of Frédéric Chopin fue nominada a Mejor Álbum Clásico en los Premios Aria de Australia.
En 2015, ABC Classics/Universal lanzó A Concerto Collection, que comprende diez conciertos en vivo y cuatro actuaciones en estudio de: Concierto para teclado en re menor BWV 1052 (J. S. Bach), Concierto para teclado en fa mayor Hob XVIII, 6 (Haydn), Concierto para piano n.º 3 en do menor, op.37 (Beethoven), Concierto para piano n.º 4 en sol mayor, op. 58 (Beethoven), Concierto para piano n.º 1 en mi menor, op.11 (Chopin), Concierto para piano n.º 2 en do menor Op.18 (Rajmáninov), Concierto para piano en fa sostenido mayor, op. 20 (Scriabin), Sinfonía n.º 5, op. 60 (Prometeo) de Scriabin, Concierto para piano n.º 3 en do mayor, op.26(Prokofiev), Concierto para piano de Schönberg op. 42, Concierto para piano n.º 1 (Larry Sitsky), Doble concierto para violín y piano (Barry Conyngham), Huan (Qu Xiao-Song) , y Kraanerg (Xenakis).

Woodward y el primer ministro Bob Hawke durante un encuentro del movimiento Solidarność, 1984.

Woodward es publicado por  Routledge Press, Greenway Press, N.Y., Pendragon Press, NY, Praeger y E. R. P. Musikverlag, Berlín. Ha publicado dos monografías para la Universidad de Sydney, "Jean Barraqué" en Matters of the Mind (2001), "Music And Change: Some Considerations of the Sonata quasi una fantasia in C-sharp minor, Op.27, No.2," en Literature and Aesthetics (1998). En 2015, HarperCollins and Kindle published su autobiografía Beyond Black And White–My Life in Music.

## Derechos humanos
Desde temprana edad, Woodward se sintió profundamente impactado por los testimonios de las víctimas del Holocausto y los refugiados. Desarrolló una firme creencia en la necesidad de llegar a otros menos afortunados y durante la década de 1980, se dedicó a al movimiento polaco Solidarność lo que llevó a que fuera censurado en Europa del Este durante los años finales de la Guerra Fría.
Durante este período, sus esfuerzos fueron, inesperadamente, acompañados de declaraciones engañosas, rumores y críticas perjudiciales incluidas algunas en Europa occidental. Con la caída del comunismo, la República de Polonia le confirió la Orden del Mérito, pero la campaña de desinformación se intensificó con frecuentes intentos de eliminar la credibilidad personal y profesional del artista.

## Vida personal
Woodward tiene tres hijos: Asmira Woodward-Page, violinista de concierto, Benjamin Woodward, director de Academy Tennis y Elroy PalmerMBE.

## Principales condecoraciones
- 1976: Członkiem Korespondentem, Towarzystwo im. Fryderyka Chopina, Republic of Poland.
- 1980:  Oficial de la Excelentísima Orden del Imperio Británico, Reino Unido.
- 1981: Greater London Metropolitan Police, Citación por Valentía, Reino Unido.[142]
- 1988: Ancient Order of Bréifne.[143]
- 1992:  Compañero de la Orden de Australia.
- 1993:  Comandante en el grado de Gran Cruz, Orden al Mérito de la República de Polonia, Republic de Polania.
- 1997: National Living Treasure, Australia.
- 1998: Doctor en Derecho, honoris causa, University of Alberta, Canada.
- 2001:  Medalla del Centenario, Australia.
- 2004:  Chevalier dans l'ordre des arts et des lettres, Republic of France.
- 2005: Medal z okazji 25. rocznicy podpisania Porozumień Sierpniowych i powstania NSZZ "Solidarność", República de  Polonia.
- 2011:  Gloria Artis (Medalla de Oro al Mérito Cultural) República de  Polonia.
- 2019: Miembro Honorario, Australian Academy of the Humanities.[144]